# Walter Wolf (Zigarettenmarke)

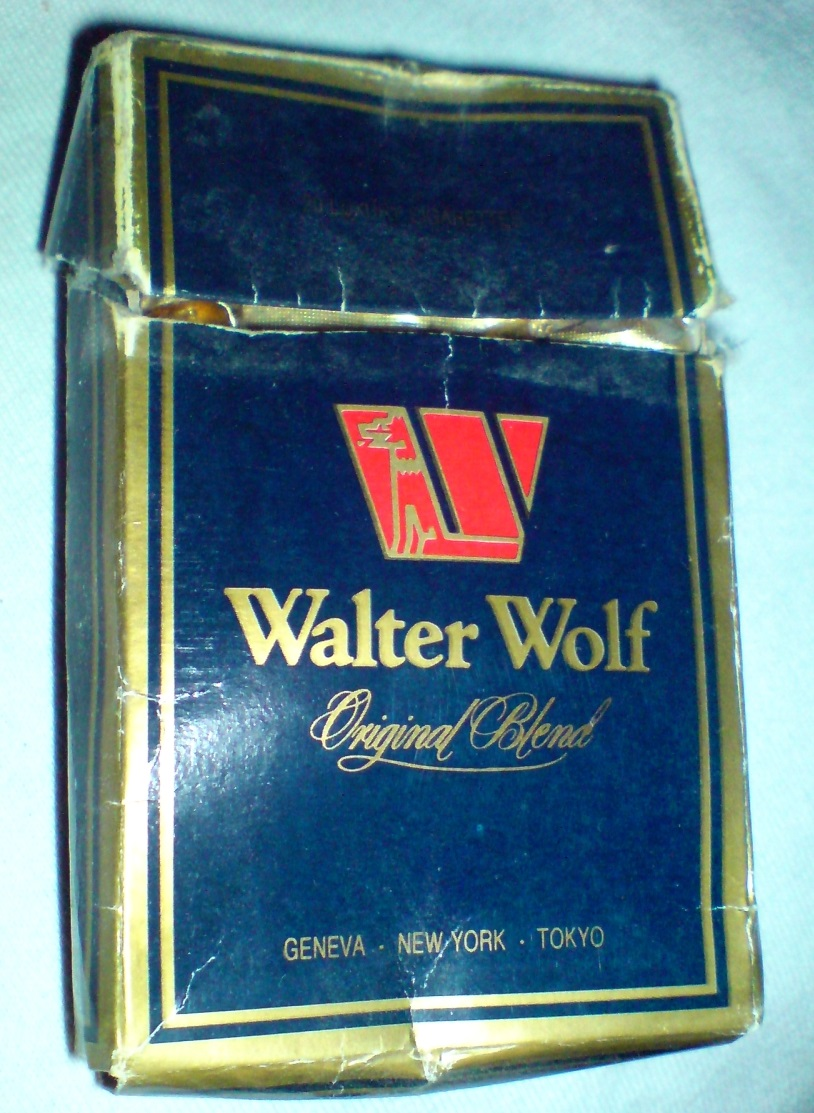
Walter Wolf-Schachtel von Anfang der 1990er Jahre

Walter Wolf ist eine kroatische Zigarettenmarke.
Die Zigaretten werden von der kroatischen Adris Gruppe hergestellt. Während der Jugoslawienkriege kamen sie mit der einsetzenden Flüchtlingsbewegung zum Anfang der 1990er Jahre auch nach Mitteleuropa und kurze Zeit später in den Handel.
Das Design der Logos, ein markantes rotes W mit dem stilisiert eingefügtem Relief eines Wolfes, entstand bereits in den 1970er Jahren in der Schweiz. Bis in die 2000er Jahre hinein wurde um die Urheberrechte prozessiert.
Die Gestaltung der Packung ist dunkelblau mit dem goldenen Schriftzug „Walter Wolf“ und blieb bis 2012 nahezu unverändert, jedoch kamen weitere Varia unter dem Markennamen in den Handel. Erst 2014, mit der verpflichtenden Einführung von Warnhinweisen, wurde das Design an die neuen Vorschriften angepasst.
Die Zigaretten tragen den Namen des österreichischen Unternehmers Walter Wolf. Das markante Logo wird, um Racing ergänzt, auch für Parfüms verwendet.